# Helene Ingebergová
Helene Halvorsdatter Ingebergová (nepřechýleně Helene Ingeberg; 10. července 1853, Vang Hedmarken – 20. listopadu 1914) byla norská portrétní fotografka působící v Kristianii.

## Životopis
Příjmení naznačuje, že byla spojena s jednou z Ingebergových rodin ve Vangu u Hamaru. Helene byla dcerou krejčího Halvora Johnsena (* 1818) a Eli Larsdatterové (* 1821). Při sčítání lidu v roce 1865 žila rodina v Ingebergsbakkenu.
Byla studentkou Daniela Georga Nyblina, převzala fotografickou firmu, kterou J. Lindegaard založil v roce 1865 (nebo dříve) dne 4. listopadu 1887 a vedla ji až do své smrti v roce 1914. Specializovala se na fotografování sportovců a mimo jiné inzerovala v Norsk Idrætsblad 1897: „Specialita. Skupiny sdružení. Moderní dekorace pro sportovní obrázky. Platinotypie".
Registrované adresy v Kristianii: 1887–1914: Hjørnet af Toldbodgaden. a Kongensgade, Toldbodsgade 22.
Fotografii se u ní učil švédský portrétní fotograf Karl Anderson.

## Galerie

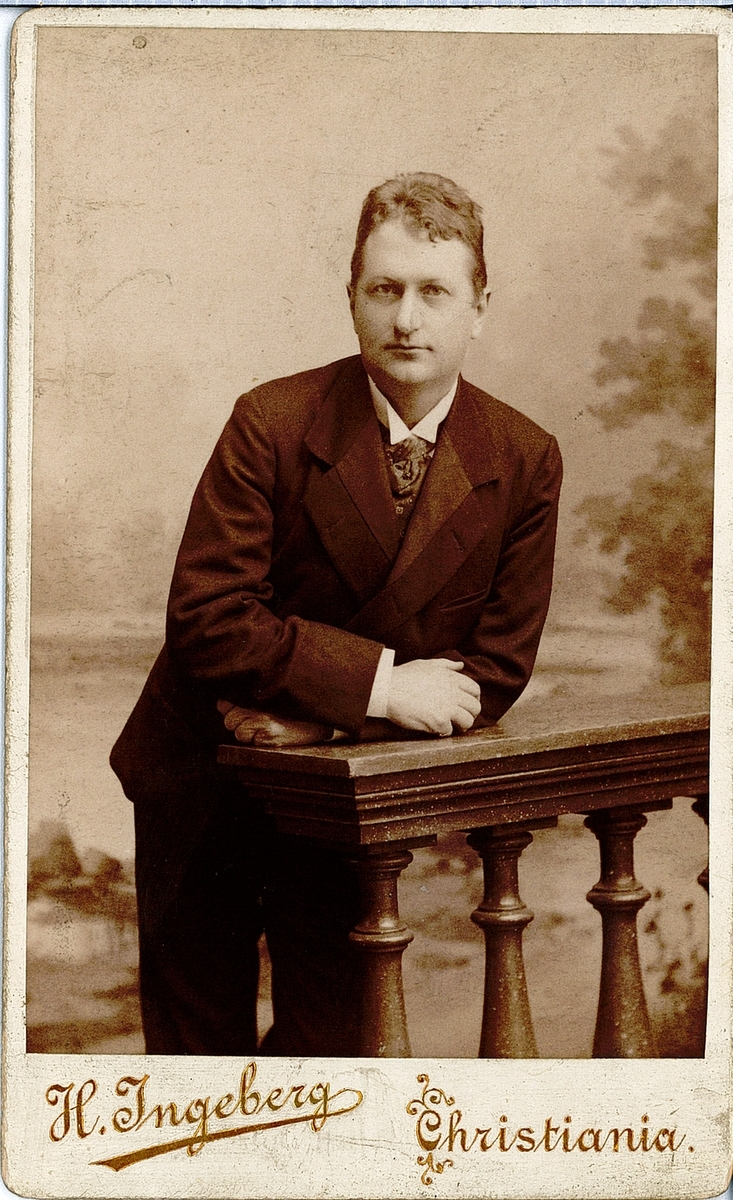
Berent Schanche, asi 1893–1898
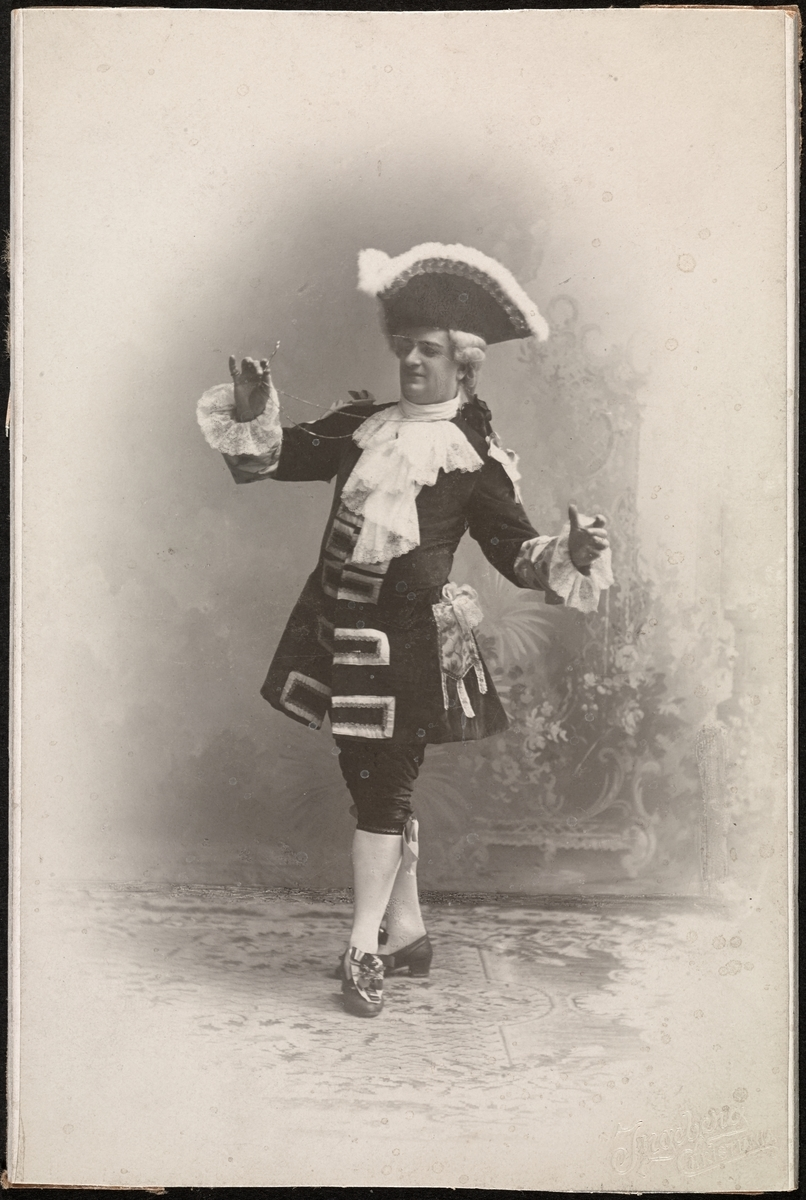
Berent Schanche jako Jean de France, asi 1897–1898
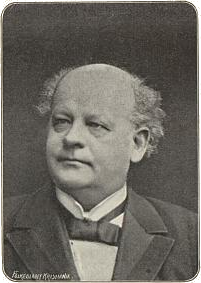
Jens Selmer
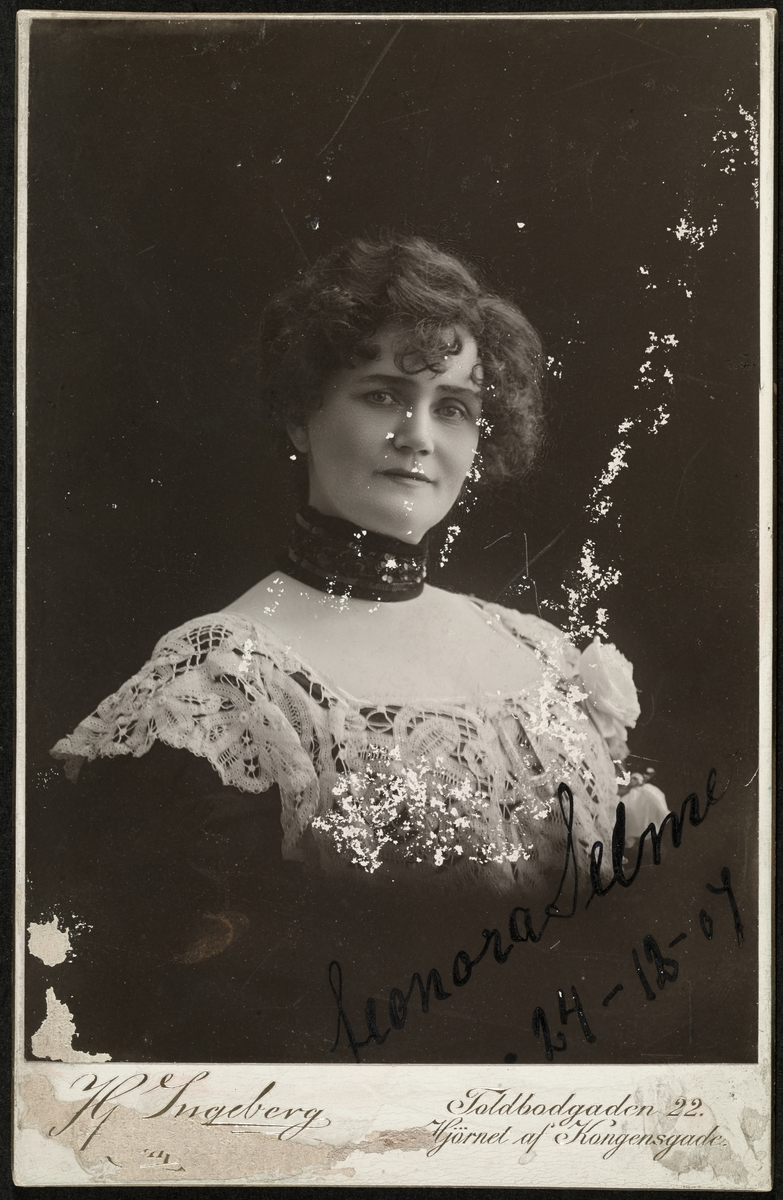
Leonora Selmerová
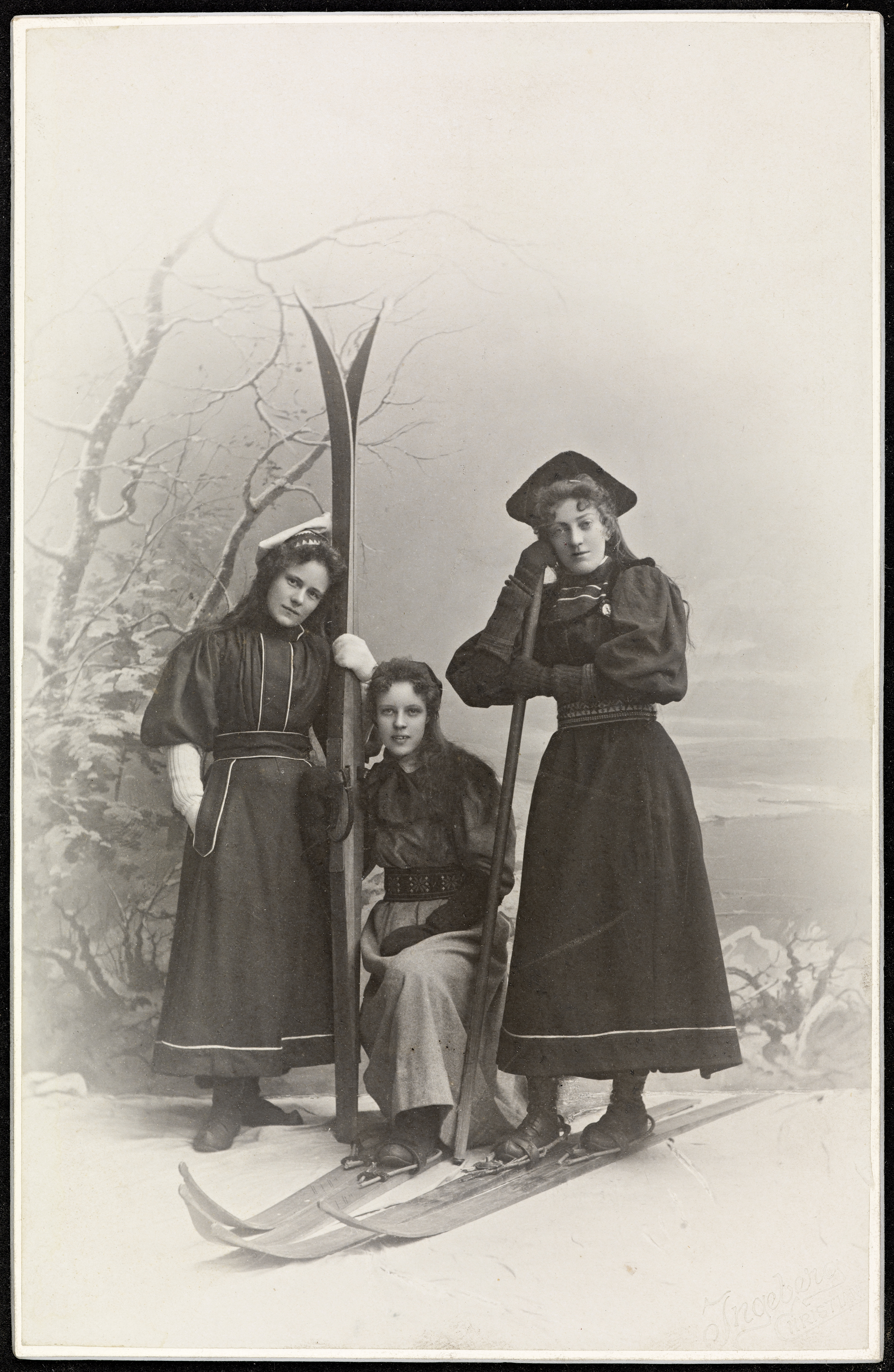
Tři neznámé ženy na lyžích ve fotoateliéru
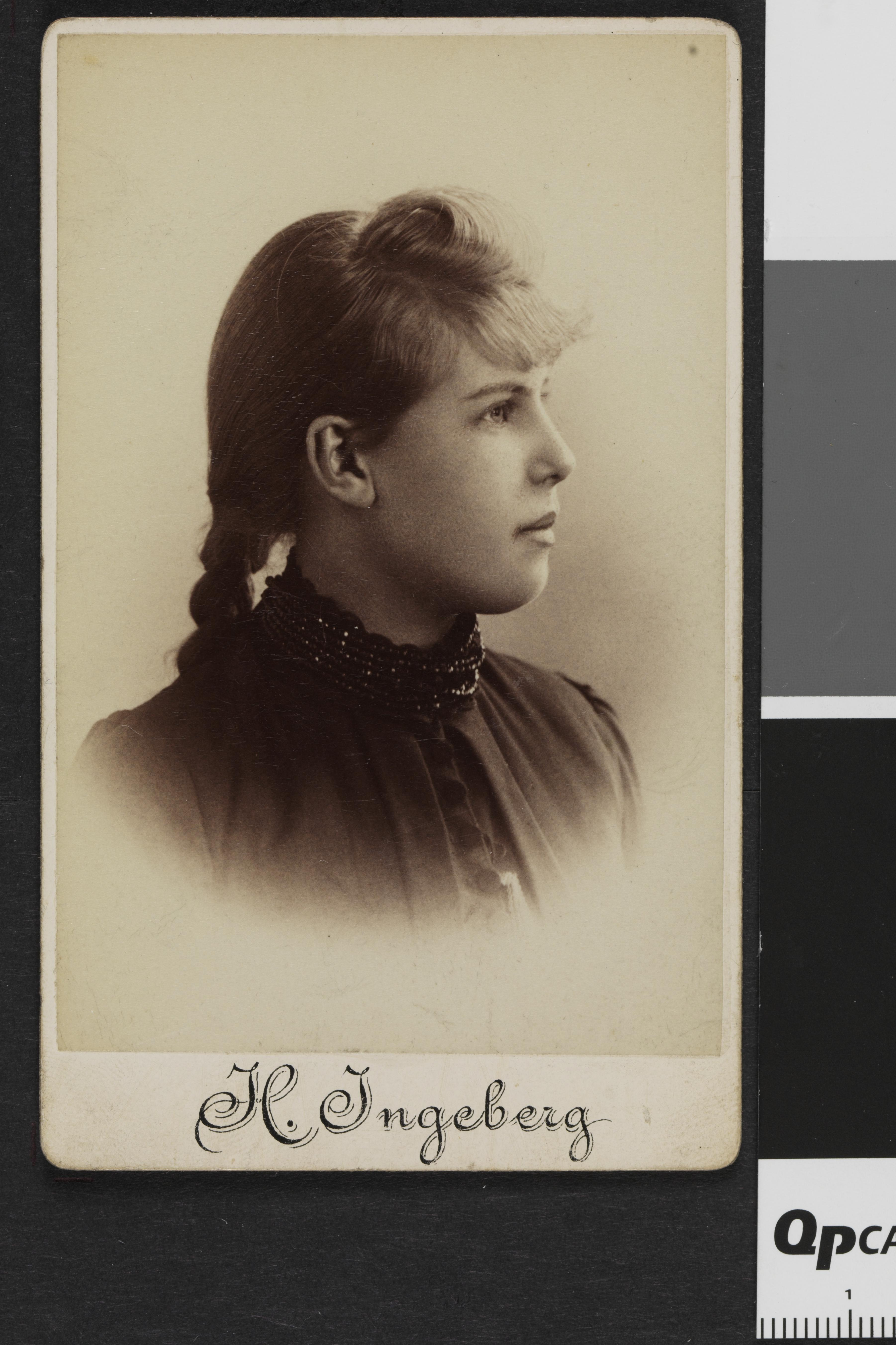
Neznámá žena
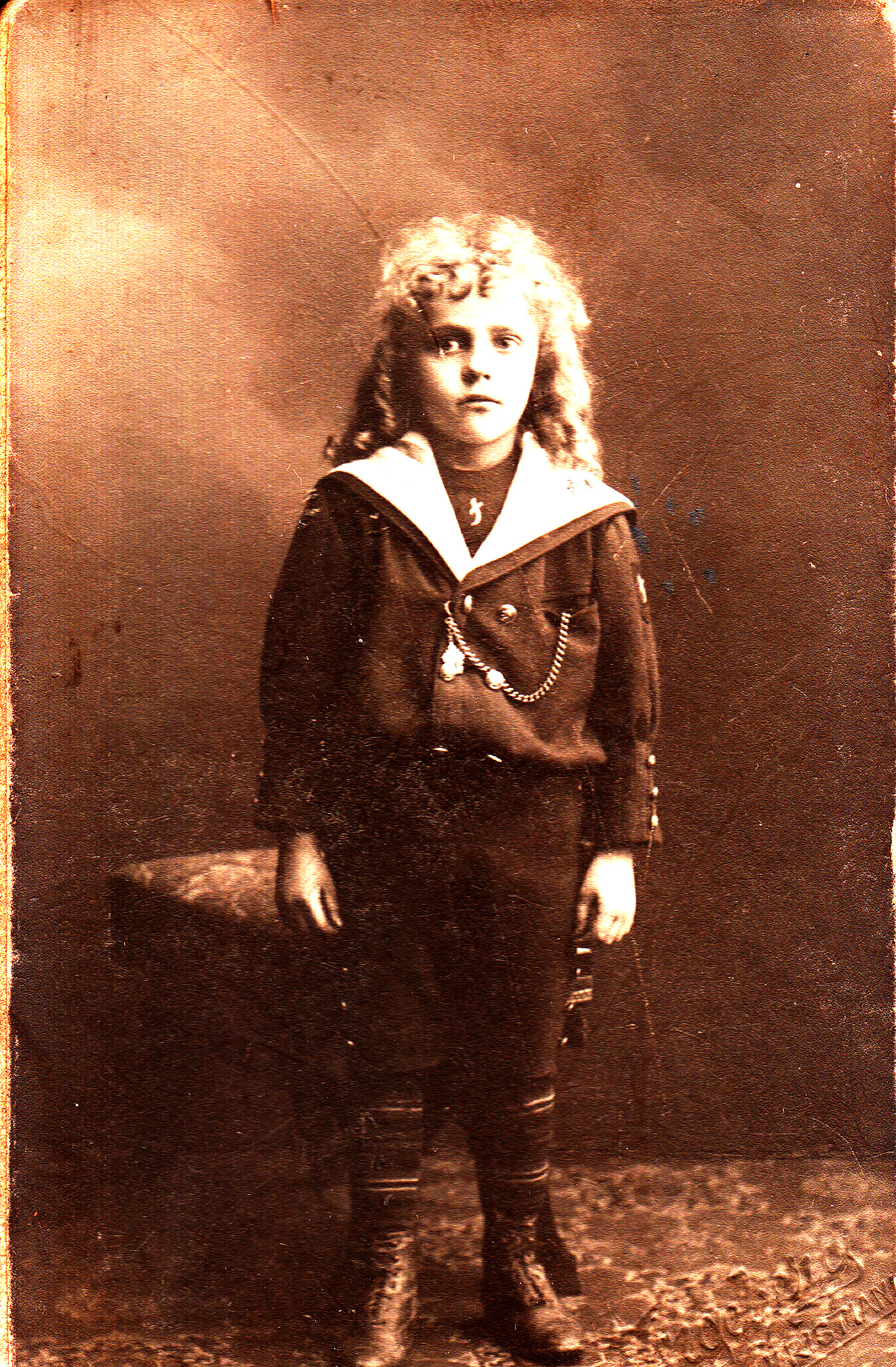
Neznámá dívka